# Latin Grammy Awards
Latin Grammy Awards (hiszp. Premios Grammy Latinos) – nagrody muzyczne przyznawane w kategorii muzyki latynoamerykańskiej.
Ceremonia odbywa się corocznie od 2000 roku. Podobnie jak Nagroda Grammy, Latin Grammy przyznawana jest w drodze głosowania, w uznaniu artystycznych i technicznych osiągnięć.

## Miejsca gali wręczenia nagród
- 2000:  Staples Center, Los Angeles, Kalifornia
- 2001:  Conga Room, Los Angeles, Kalifornia (początkowo ceremonia miała się odbyć w południe 11 września w Shrine Auditorium, jednakże, z powodu zamachu na World Trade Center, zwycięzcy zostali ogłoszeni na konferencji prasowej w Conga Room w październiku tego samego roku)
- 2002:  Kodak Theatre, Los Angeles, Kalifornia
- 2003:  American Airlines Arena, Miami, Floryda
- 2004, 2005:  Shrine Auditorium, Los Angeles, Kalifornia
- 2006:  Madison Square Garden, Nowy Jork, Nowy Jork
- 2007:  Mandalay Bay Events Center, Las Vegas, Nevada
- 2008:  Toyota Center, Houston, Teksas (ceremonia) oraz Auditório Ibirapuera, São Paulo, Brazylia (rozdanie Brazilian Field Awards)
- 2009, 2010, 2011, 2012, 2013:  Mandalay Bay Events Center, Las Vegas, Nevada
- 2014, 2015:  MGM Grand Garden Arena, Paradise, Las Vegas, Nevada
- 2016:  T-Mobile Arena, Paradise, Las Vegas, Nevada
- 2017, 2018, 2019:  MGM Grand Garden Arena, Paradise, Las Vegas, Nevada
- 2020:  American Airlines Arena, Miami, Floryda
- 2021:  MGM Grand Garden Arena, Paradise, Las Vegas, Nevada
- 2022:  Michelob Ultra Arena, Las Vegas, Nevada
- 2023:  Palacio de Congresos y Exposiciones, Sewilla, Andaluzja[1]